# 姶良市立柁城小学校
姶良市立柁城小学校（あいらしりつだじょうしょうがっこう）は、鹿児島県姶良市加治木町仮屋にある市立小学校。

## 概要
島津家17代当主・島津義弘没後、加治木にある柁城小・加治木高校の土地に隠居地とし移り住んだ。
その後、義弘の孫である島津忠朗によって設立された島津77万石の一門家（加治木・重富・垂水・今和泉）の筆頭・加治木島津家1万9千石の館となった。
のちに近衛家（近衛忠房）に嫁いだ「貞姫」は、加治木島津家の出身であり。天璋院とは姉妹関係にある。
1980年代まで県内でも有名なマンモス校であり、一学年7クラス、約300人、全校児童数1600人近い児童がいた時代もあった。その後、学年生徒数も徐々に減少し、2000年頃からは平均して学年生徒数が100人程度である。
ちなみに本校の隣には鹿児島県立加治木高等学校がある。

## 沿革
- 1784年（天明4年） - 加治木島津6代目・島津久微によって郷校「毓英館」（いくえいかん）が創設。
- 1871年（明治4年） - 「第七郷校」となる。
- 1876年（明治9年） - 「柁城小学校」と名前をかえ小学校となる。
- 1945年（昭和20年） - 太平洋戦争の大空襲で校舎全焼。
- 1953年（昭和28年） - 柁城小学校の新校歌が誕生。
- 1961年（昭和36年） - 鉄筋新校舎完成。
- 1976年（昭和51年） - 柁城小学校・創立100周年を迎える
- 1989年（平成元年）3月 - 1年生の教室・音楽室・理科室が入った新館完成[1]。
- 2006年（平成18年） - 柁城小学校・創立130周年を迎える
- 2010年（平成22年） - 加治木町が姶良町、蒲生町が新設合併し、姶良市となったのに伴い姶良市立柁城小学校となる。
- 2016年（平成28年） - 柁城小学校・創立140周年を迎える

## 学校行事
柁城小学校では2つの大きな学校行事として、10月に『大運動会』、11月に『柁城のまつり』が行われる。
大運動会
クラスごとに赤組・白組の2つの色に分かれてクラス対抗戦が行われる。1990年代前半までは4クラスあったため、クラスごとに1組＝赤組・2組＝青組・3組＝黄組・4組＝白組と分かれていた。また、1980年代後半から、児童からなる応援団を中心とした応援合戦も盛んになり、運動会の名物になりつつある。
柁城のまつり
正式名称は『ふれあい柁城のまつり』である。11月の第1週の土曜日に行われており、運動場を回りオハラ節や加治木の町の音頭を踊る伝統的な行事である。
学年ごとにテーマを決め、ダンボールやゴミ袋などで自分たちの衣装を児童だけで制作する。ハロウィンのように、なりたい職業の服装や加治木町を代表する祭典『太鼓踊り』の衣装、歴史上の人物の衣装などを着用する。また、同時に体育館でバザーが行われる。
基本的に児童の自主性を重視しており、プロ野球選手など将来就きたい職業に扮する例が多い。過去には、原始人、埴輪、政治家などの扮装が行われ、そのユニークな衣装がテレビなどでも紹介された。

## 制服
柁城小学校は、男子・女子ともに制服がある。

## 研修・修学旅行
5年次には市内にあるさえずりの森で宿泊学習を行う。また、6年次には熊本県熊本市を中心に1泊2日の修学旅行が行われる。

## 著名な卒業生
- 笹峯愛【1990年度卒業】（アイドル・女優）

## 校歌
校歌は椋鳩十の作詞である（作詞者名には本名の久保田彦穂を使っている）